# 11.11.11
11.11.11 - Koepel van de Internationale Solidariteit (voordien NCOS) is een pluralistische niet-gouvernementele organisatie voor internationale solidariteit. Ze bundelt de krachten van 60 organisaties. en ongeveer 20.000 vrijwilligers in 330 lokale groepen. Samen strijden ze voor een wereld zonder uitbuiting van mens en natuur.
Elk jaar wordt rond 11 november nationaal campagne gevoerd rond een mondiaal thema. Met de opbrengst biedt 11.11.11 financiële ondersteuning aan programma's en organisaties die opkomen voor mondiale rechtvaardigheid en stimuleert onderling overleg om hun impact te vergroten. Verschillende niet-gouvernementele organisaties treden uitdrukkelijk samen naar buiten om het beleid beter te kunnen richten op wereldwijde ongelijkheid. Enkele politieke eisen:
- klimaatrechtvaardigheid en een rechtvaardige transitie,
- een rechtvaardig migratiebeleid,
- rechtvaardige fiscaliteit en schuldverlichting voor de armste landen,
- minstens 0,7% van het BNP voor ontwikkelingssamenwerking.

## Geschiedenis
Op 26 april 1966 werd het Nationaal Centrum voor Ontwikkelingssamenwerking (NCOS) / Centre National de Coopération au Développement (CNCD)  opgericht uit vier comités: het Belgisch Komitee voor het Voluntariaat Overzee, het Belgisch Komitee voor de Bestrijding van de Honger, het Nationaal Komitee voor Onthaal en het Belgisch Komitee voor Hulp aan Vluchtelingen met Paul-Henri Spaak als eerste voorzitter. De vereniging zonder winstoogmerk werd in het leven geroepen als technisch secretariaat om de samenwerking te organiseren tussen de vier comités, die zelf ook koepelorganisaties waren. De algemene ledenvergadering bestond uit twaalf mensen waarvan er tien zetelden in de raad van bestuur. Zij kwamen allemaal uit een van de aangesloten organisaties en worden als de stichters van het NCOS beschouwd.
Op 11 november 1966 vond de eerste 11.11.11-actie plaats onder de vleugels van het pas opgerichte NCOS. De naam 11.11.11 is geïnspireerd op op 11 november (11de maand) om 11 uur, het moment van de wapenstilstand in de Eerste Wereldoorlog.
In 1972 werd het nationaal centrum uitgebreid met afzonderlijke ngo's voor ontwikkelingssamenwerking, jeugdbewegingen en volwassenenorganisaties en het documentatiecentrum "Docent" . In 1977 werd ten gevolge van de federalisering het unitaire NCOS-CNCD hervormd tot het Franstalige CNCD en het Vlaamse NCOS. Beide vleugels van de unitaire vzw werden afzonderlijke organisaties met een eigen rechtspersoon. "NCOS-Vlaanderen vzw" werd op 25 november 1980 opgericht naast het Centre national de coopération au développement, waarna de benaming 11.11.11 geleidelijk aan belang won. Sinds 2007 wordt de naam NCOS niet meer gebruikt aan Nederlandstalige zijde; de naam werd officieel veranderd in Koepel van Noord-Zuidbeweging 11.11.11 vzw.  In 2021 volgde een nieuwe naamsverandering naar Koepel van Internationale Solidariteit, 11.11.11 vzw. In 2023 onderging de organisatie een rebranding en kreeg het een nieuw logo.

### Leiding
| Periode   | Voorzitter         | Functie                                                              |
| --------- | ------------------ | -------------------------------------------------------------------- |
| 1966-1972 | Paul-Henri Spaak   | socialistisch politicus op rust                                      |
| 1972-1980 | Bert Peeters       | proost van de jeugdbeweging Chiro                                    |
| 1981-1989 | Maurits Coppieters | Vlaams politicus en parlementslid (Volksunie)                        |
| 1989-1995 | Rika Steyaert      | christelijk politicus en staatssecretaris (Christelijke Volkspartij) |
| 1995-1996 | Walter Zinzen      | journalist bij de BRTN                                               |
| 1996-1998 | Luc Dhoore         | politicus en minister (Christelijke Volkspartij)                     |
| 1998-2007 | Mieke Molemans     | leerkracht en directrice van Mater Dei Overpelt                      |
| 2007-2017 | Jos Geysels        | politicus bij Agalev en minister van staat                           |
| 2017-     | Bea Cantillon      | professor sociaal beleid aan de Universiteit Antwerpen               |
| 2024      | Willy Sibiet       | bestuurder socio-humanitaire organisaties                            |

| Periode   | Directeur            | Functie                                                                                        |
| --------- | -------------------- | ---------------------------------------------------------------------------------------------- |
| 1998-2004 | Jozef De Witte       | secretaris-generaal, daarvoor bestuurder van Alma (Leuven)                                     |
| 2004-2005 | Karel Teck           | algemeen secretaris, voordien zelfstandig, werkzaam bij Weleda en mede-oprichter Triodos Bank. |
| 2005-2019 | Bogdan Vanden Berghe | algemeen directeur, voordien diensthoofd campagne                                              |
| 2019-     | Els Hertogen         | algemeen directeur, voordien adjunct-directeur Programma                                       |

## Externe Links
De evoluties in het ontwikkelingsverhaal van 11.11.11.-Koepel van de Vlaamse Noord-Zuidbeweging: 35 jaar spreken over ontwikkelingssamenwerking.